# فولجور ليبرتاس فورلي
فولجور ليبرتاس فورلي (بالإيطالية: Fulgor Libertas Forlì)‏ كان فريق كرة سلة إيطالي للمحترفين تأسس في سنة 1949 يقع مقره في فورلي. تم حل الفريق في سنة 2015

## وصلات خارجية
- الموقع الرسمي